# Jhon Jairo Cifuente
Jhon Jairo Cifuente (n. Esmeraldas, Ecuador; 23 de julio de 1992) es un futbolista ecuatoriano. Juega como delantero y su equipo actual es El Nacional de la Serie A de Ecuador.

## Trayectoria
Jhon Jairo se formó en las divisiones menores del Olmedo y Deportivo Quito. 
En el 2011 pasó a Juventud Minera, dónde convirtió 42 goles en 43 partidos jugados en la etapa que estuvo en el club, además de ser el máximo goleador del torneo de Segunda Categoría en el 2014; en ese mismo año llega al Macará de la ciudad de Ambato que jugaba en la Serie B, con el cual consigue el ascenso a la Serie A al consagrarse campeón de la Serie B 2016, después pasa a la Universidad Católica; participando con el equipo camarata en la Copa Sudamericana 2017 dónde en la primera ronda hizo su primer triplete al nivel internacional frente al Club Petrolero de Bolivia con dos asistencias de Matías Defederico, terminando goleador en esa serie con 4 goles. En la temporada 2018 llegá su máxima consagración en el club camarata al quedar goleador en el Campeonato Ecuatoriano con 37 goles lo que le serviría para ser fichado por el Pyramids Football Club de Egipto a finales de ese mismo año donde no tuvo mucho éxito llegando a marcar solamente un gol, razón por lo que fue rescindido su contrato a mediados de 2019.
En septiembre de 2019 regresa a Ecuador presuntamente contratado por el Barcelona Sporting Club pero tras varias deudas de aquel equipo fue rescindido su contrato, después llegaría a un acuerdo con el Emelec para firmar un contrato por 3 temporadas pero el tema no se consolidó e incluso se llegó a rumores de un interés por el Macará (su antiguo club). Finalmente en diciembre de ese mismo año el jugador es contratado por el Delfín Sporting Club como nuevo refuerzo del equipo cétaceo para el 2020, luego de ser campeón del Campeonato Ecuatoriano 2019.
En junio de 2022 fue fichado por Barcelona Sporting Club por un año, a petición del entrenador a cargo en ese momento, Jorge Célico.

## Selección nacional
Jugó su primer partido oficial frente a la selección de El Salvador el 13 de junio de 2017 marcando y debutando con un gol a los pocos minutos de haber comenzado el encuentro.
El 25 de septiembre del mismo año es convocado por el entrenador Jorge Célico para jugar los partidos ante Chile y Argentina correspondiente a la última jornada de las eliminatorias a la Copa del Mundo Rusia 2018.

### Participaciones en eliminatorias
| Eliminatorias      | Sede            | Resultado    | Partidos | Goles |
| ------------------ | --------------- | ------------ | -------- | ----- |
| Eliminatorias 2018 | América del Sur | No clasificó | 0        | 0     |

### Partidos internacionales
Actualizado al último partido jugado el 20 de noviembre de 2018.
| \| N.° \| Fecha \| Ciudad \| Rival \| Resultado \| Resultado \| Competencia \| \| --- \| ----------------------- \| ---------------- \| ----------- \| --------- \| --------- \| ----------- \| \| 1. \| 8 de junio de 2017 \| Boca Ratón \| Venezuela \| 1-1 \| Empate \| Amistoso \| \| 2. \| 13 de junio de 2017 \| Harrison \| El Salvador \| 3-0 \| Victoria \| Amistoso \| \| 3. \| 16 de noviembre de 2018 \| Lima \| Perú \| 2-0 \| Victoria \| Amistoso \| \| 4. \| 20 de noviembre de 2018 \| Ciudad de Panamá \| Panamá \| 2-1 \| Victoria \| Amistoso \| |                         |                  |             |           |           |             |
| N.° | Fecha                   | Ciudad           | Rival       | Resultado | Resultado | Competencia |
| 1. | 8 de junio de 2017      | Boca Ratón       | Venezuela   | 1-1       | Empate    | Amistoso    |
| 2. | 13 de junio de 2017     | Harrison         | El Salvador | 3-0       | Victoria  | Amistoso    |
| 3. | 16 de noviembre de 2018 | Lima             | Perú        | 2-0       | Victoria  | Amistoso    |
| 4. | 20 de noviembre de 2018 | Ciudad de Panamá | Panamá      | 2-1       | Victoria  | Amistoso    |

### Goles internacionales
| \| N.° \| Fecha \| Lugar \| Rival \| Gol \| Resultado \| Competición \| \| --- \| ----------------------- \| -------------------------------------------------- \| ----------- \| --- \| --------- \| ----------- \| \| 1. \| 13 de junio de 2017 \| Red Bull Arena, Harrison, Estados Unidos \| El Salvador \| 1–0 \| 3–0 \| Amistoso \| \| 2. \| 20 de noviembre de 2018 \| Estadio Rommel Fernández, Ciudad de Panamá, Panamá \| Panamá \| 1–0 \| 2–1 \| Amistoso \| |                         |                                                    |             |     |           |             |
| N.° | Fecha                   | Lugar                                              | Rival       | Gol | Resultado | Competición |
| 1. | 13 de junio de 2017     | Red Bull Arena, Harrison, Estados Unidos           | El Salvador | 1–0 | 3–0       | Amistoso    |
| 2. | 20 de noviembre de 2018 | Estadio Rommel Fernández, Ciudad de Panamá, Panamá | Panamá      | 1–0 | 2–1       | Amistoso    |

## Estadísticas

### Clubes
Actualizado al último partido jugado el 14 de julio de 2025.
| Club                           | Temporada           | Liga                | Liga  | Liga  | Copas nacionales | Copas nacionales | Copas internacionales | Copas internacionales | Total | Total |
| Club                           | Temporada           | Div.                | Part. | Goles | Part.            | Goles            | Part.                 | Goles                 | Part. | Goles |
| ------------------------------ | ------------------- | ------------------- | ----- | ----- | ---------------- | ---------------- | --------------------- | --------------------- | ----- | ----- |
| Juventud Minera · Ecuador      | 2011                | 3.ª                 | 16    | 10    | -                | -                | -                     | -                     | 16    | 10    |
| Juventud Minera · Ecuador      | 2012                | 3.ª                 | 10    | 9     | -                | -                | -                     | -                     | 10    | 9     |
| Juventud Minera · Ecuador      | 2013                | 3.ª                 | 8     | 10    | -                | -                | -                     | -                     | 8     | 10    |
| Juventud Minera · Ecuador      | 2014                | 3.ª                 | 23    | 48    | -                | -                | -                     | -                     | 23    | 48    |
| Juventud Minera · Ecuador      | Total club          | Total club          | 57    | 77    | -                | -                | -                     | -                     | 57    | 77    |
| Macará · Ecuador               | 2015                | 2.ª                 | 34    | 11    | -                | -                | -                     | -                     | 34    | 11    |
| Macará · Ecuador               | 2016                | 2.ª                 | 34    | 14    | -                | -                | -                     | -                     | 34    | 14    |
| Macará · Ecuador               | Total club          | Total club          | 68    | 25    | -                | -                | -                     | -                     | 68    | 25    |
| Universidad Católica · Ecuador | 2016                | 1.ª                 | 15    | 8     | -                | -                | 1                     | 0                     | 16    | 8     |
| Universidad Católica · Ecuador | 2017                | 1.ª                 | 35    | 15    | -                | -                | 4                     | 5                     | 39    | 20    |
| Universidad Católica · Ecuador | 2018                | 1.ª                 | 43    | 37    | -                | -                | -                     | -                     | 43    | 37    |
| Pyramids F. C. · Egipto        | 2019                | 1.ª                 | 14    | 3     | -                | -                | -                     | -                     | 14    | 3     |
| Pyramids F. C. · Egipto        | Total club          | Total club          | 14    | 3     | -                | -                | -                     | -                     | 14    | 3     |
| Delfín S. C. · Ecuador         | 2020                | 1.ª                 | 14    | 3     | -                | -                | 6                     | 0                     | 20    | 3     |
| Delfín S. C. · Ecuador         | 2021                | 1.ª                 | 28    | 17    | 1                | 0                | -                     | -                     | 29    | 17    |
| Delfín S. C. · Ecuador         | 2022                | 1.ª                 | 14    | 4     | 1                | 0                | 2                     | 0                     | 17    | 4     |
| Delfín S. C. · Ecuador         | Total club          | Total club          | 56    | 24    | 2                | 0                | 8                     | 0                     | 66    | 24    |
| Barcelona S. C. · Ecuador      | 2022                | 1.ª                 | 16    | 7     | 0                | 0                | 0                     | 0                     | 16    | 7     |
| Barcelona S. C. · Ecuador      | Total club          | Total club          | 16    | 7     | 0                | 0                | 0                     | 0                     | 16    | 7     |
| Aucas · Ecuador                | 2023                | 1.ª                 | 28    | 11    | 1                | 0                | 6                     | 0                     | 35    | 11    |
| Aucas · Ecuador                | Total club          | Total club          | 28    | 11    | 1                | 0                | 6                     | 0                     | 35    | 11    |
| Universidad Católica · Ecuador | 2024                | 1.ª                 | 19    | 5     | 2                | 1                | 9                     | 3                     | 30    | 9     |
| Universidad Católica · Ecuador | Total club          | Total club          | 112   | 65    | 2                | 1                | 14                    | 8                     | 128   | 74    |
| El Nacional · Ecuador          | 2025                | 1.ª                 | 15    | 2     | 1                | 0                | 4                     | 0                     | 20    | 2     |
| El Nacional · Ecuador          | Total club          | Total club          | 15    | 2     | 1                | 0                | 4                     | 0                     | 20    | 2     |
| Total en su carrera            | Total en su carrera | Total en su carrera | 366   | 214   | 6                | 1                | 32                    | 8                     | 404   | 223   |
| 1. 2.                          |                     |                     |       |       |                  |                  |                       |                       |       |       |

## Palmarés

### Campeonatos nacionales
| Título             | Club   | País    | Año  |
| ------------------ | ------ | ------- | ---- |
| Serie B de Ecuador | Macará | Ecuador | 2016 |

### Distinciones individuales
| Distinción                                     | Año  |
| ---------------------------------------------- | ---- |
| Goleador de la Segunda Categoría               | 2014 |
| Goleador de la Copa Sudamericana               | 2017 |
| Equipo ideal de la Primera etapa de la Serie A | 2018 |
| 11 ideal del Campeonato Ecuatoriano de Fútbol  | 2018 |
| Goleador de la Serie A                         | 2018 |